# Pantagruel

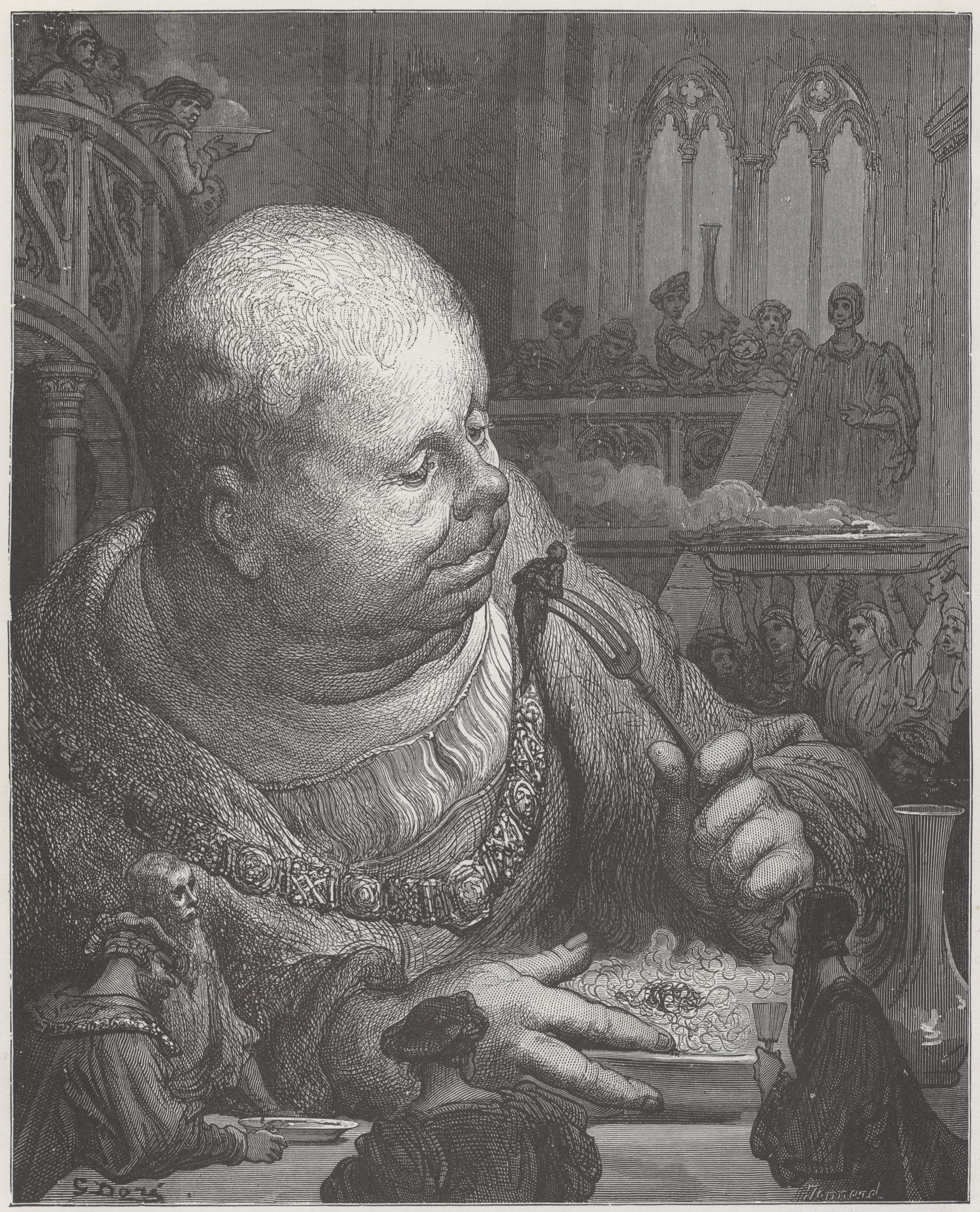
O gigante Gargântua, ilustração de Gustave Doré, 1873.

Pantagruel é o herói do primeiro romance de François Rabelais Les horribles et épouvantables faits et prouesses du très renommé Pantagruel Roi des Dipsodes, fils du Grand Géant Gargantua ("Os horríveis e apavorantes feitos e proezas do mui renomado Pantagruel, rei dos dipsodos, filho do grande gigante Gargântua") publicado em 1532. Pantagruel é filho do gigante Gargântua e da sua mulher Badebec, que morre durante o parto.
Um grande boa-vida, alegre e glutão, destaca-se desde a infância pela sua força descomunal -  superada apenas pelo seu apetite. O seu nome significa "tudo alterado" e é também o nome de um demónio do folclore bretão cuja actividade preferida era a de atirar sal na boca dos bêbados adormecidos, para lhes causar sede e fazê-los beber ainda mais.
Nas suas andanças, Pantagruel encontra Panurge, um clérigo arruinado que se tornará o seu companheiro de aventuras, e também, protagonista de vários episódios do romance.
Fortemente inspirada na tradição oral do medievo, nas gestas e nos romances de cavalaria, a narrativa é constituída por episódios épicos, cómicos, eventualmente delirantes e grotescos, narrados em linguagem simples.
Após o grande sucesso do seu primeiro livro "Pantagruel", Rabelais publica o segundo romance, Gargântua, originalmente chamado La vie très horrifique du grand Gargantua, père de Pantagruel (" A vida mui horrífica do grande Gargântua, pai de Pantagruel"). Apesar do seu enorme sucesso popular, Rabelais é obrigado a pôr-se em fuga para evitar a prisão.
Devido à censura da Sorbonne que tinha considerado os seus romances de obscenos e com "diversas heresias", este escreveu ambos os livros sob o pseudónimo Alcofrybas Nasier, um anagrama do seu próprio nome. Em 1564 o Index librorum prohibitorum, promulgado pelo Papa, classificou as obras de Rabelais como heréticas.